# Libert Froidmont
Libert Froidmont, né à Haccourt le 3 septembre 1587 et mort à Louvain le 27 octobre 1653, est un théologien et scientifique liégeois de l'université de Louvain, dont le rôle est important dans l’évolution complexe des positions de l’église catholique romaine face à la révolution copernicienne, dans la période qui suivit le décret de 1616. 

## Vie et Œuvres

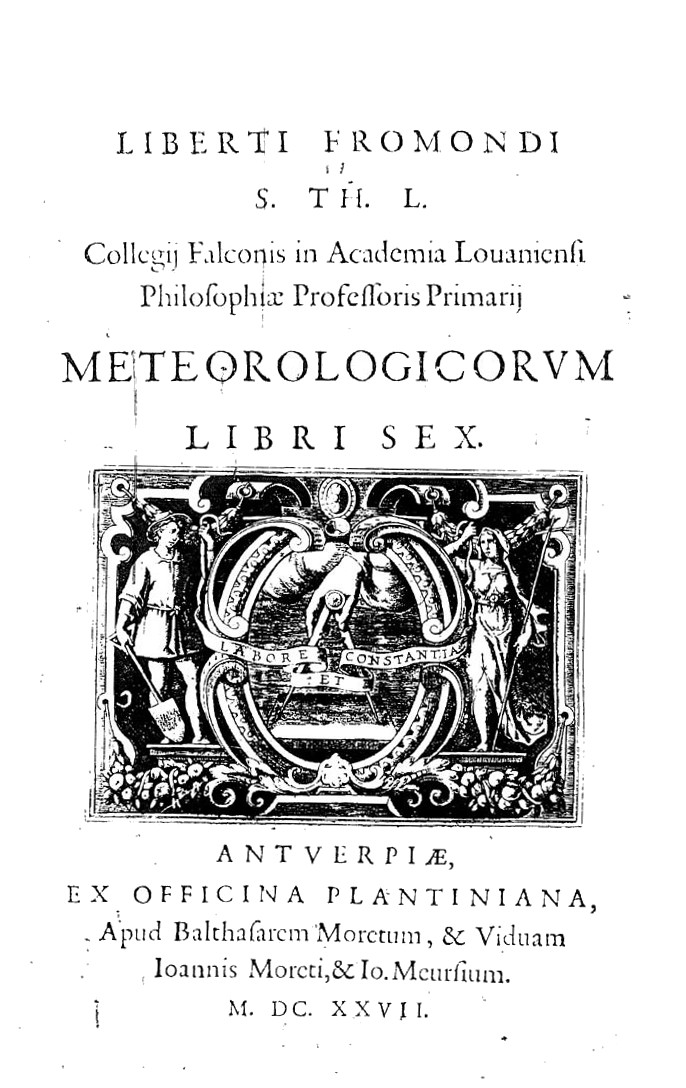
Meteorologicorum libri sex, 1627

Froidmont fait ses études chez les jésuites, d'abord à Liège et après 1604 à Louvain. Sans doute par manque de moyens, il ne finit pas la théologie mais part enseigner la philosophie dans l'abbaye norbertine de Saint-Michel jusque 1609. De retour à Louvain, il enseigne la rhétorique, de 1609 à 1614, puis la philosophie jusqu'en 1628. Parallèlement il s'intéresse aux sciences exactes et publie des ouvrages divers: Coenae saturnalitiae, variatiae Somnio sive Peregrinatione coelesti (Louvain, 1616); Dissertatio de cometa anni 1618 (Anvers, 1619); Meteorologicum libri VI (Anvers, 1627). A une date inconnue, il entre dans la cléricature, obtint un canonicat à la cathédrale de Tournai, et tout en enseignant la philosophie au college Faucon, commence la théologie, notamment sous Henri Rampen, Jean Wiggers, Le Merchier, Van den Broeck (Paludanus) ainsi que Schinckels et Ab Angelis - et finalement sous Jansénius, lorsque celui-ci devient professeur à Louvain. Il obtient le doctorat en théologie en 1628. Ses liens avec Jansénius, qu'il connait depuis sa jeunesse, se resserrent; il habite chez lui et perfectionne en sa compagnie ses connaissances des langues anciennes et des disputes patrologiques, notamment les controverses d'Augustin contre les donatistes et pélagiens. Vers 1630, il retourne à ses recherches scientifiques, publie Labyrinthus sive de compositione continui (Anvers, 1631), des Commentarii in libros Quaestionum naturalium Senecae (Anvers, 1632); Anti-Aristarchus sive orbis terrae immobilis adversus Philippum Lansbergium (Anvers, 1634). Il succède à Jansénius à la Chaire d'Ecriture Sainte de Louvain. C'est à lui et à Henri Calenus que Jansénius, avant de mourir en 1638, confie le manuscrit de l'Augustinus. 
Froidmont aurait pu suivre un chemin différent, si le devoir d’obéissance ne l'avait contraint à refuser Copernic: il a été séduit par l’héliocentrisme, mais est aussi le premier à avoir écrit pour le réfuter. Même équivoque dans ses relations avec Galilée: dans l’Anti-Aristarchus (Anvers, 1631), il ménage Galilée et celui-ci en conçoit de grands espoirs ; mais dans la Vesta (1634), il lui porte un coup fatal en publiant la lettre du nonce apostolique annonçant sa condamnation. Il n'y a pas eu de dialogue entre eux : Galilée avait achevé son livre bien avant l’Anti-Aristarchus, et la Vesta (malgré son fâcheux appendice) n’est pas une réponse que Froidmont lui adresse.
Froidmont, philosophe, mathématicien et théologien, polémiquait contre les Réformés, tandis que Galilée tentait de persuader les milieux romains.

## Le jugement de l'historien wallon Robert Halleux
Robert Halleux écrit de lui : « Nulle part en Europe, la nouvelle science ne s'est imposée sans traumatismes. Dans la Révolution scientifique, ceux qui ont perdu sont aussi intéressants - et même aussi sympathiques - que ceux qui ont gagné. Libert Froidmont de Haccourt, professeur à Louvain, exprime bien ce désarroi : "Peut-être aucun siècle n'a-t-il autant que le nôtre méprisé l'antiquité et poursuivi la nouveauté. Dans les sciences sacrées comme dans les sciences profanes, on a de tous côtés battu en brèche (vainement toutefois) des doctrines qui étaient solidement assises, grâce à leur antiquité même et aux arguments dont on les munissait." Froidmont n'est ni incompétent ni malhonnête. C'est un homme qui a peur. Au début de sa carrière, il est copernicien. Ensuite, contre les excès des coperniciens, il publie son Anti Aristarchus (1631) où il est paradoxalement proche de Galilée. En 1634, il signe les censures qui envoient en prison le chimiste flamand Jean-Baptiste Van Helmont. En 1637, Descartes, qui publie le Discours de la méthode, la Géométrie, les Météores le consulte amicalement. Froidmont ne peut admettre cet univers purement mécanique, car l'intuition atomistique contredit non seulement l'univers d'Aristote, mais aussi le dogme catholique. Les travaux scientifiques des jésuites anglais de Liège iront dans le même sens. Le père Francis Hall (Linus), habile expérimentateur et mathématicien de talent, mènera des combats d'arrière-garde contre les expériences du vide et l'optique de Newton ».